# Горелишвили, Михаил Мерабиевич
Михаил Мерабиевич Горелишвили (род. 29 мая 1993, Нижний Новгород, Россия) — российский футболист, полузащитник. Выступал за юношеские сборные России до 17 лет и до 19 лет.

## Клубная карьера
Родился в Нижнем Новгороде (мать — нижегородка, отец родом из Грузии). Воспитанник школы «Чертаново» (Москва) и тольяттинской академии Коноплёва. В 2010 году дебютировал за команду «Чертаново» в первенстве России среди ЛФК (ЛФЛ) (зона «Москва»). Сезон 2011/12 игрок провёл в дубле казанского «Рубина», сыграв в 39 матчах молодёжного первенства России и забив 4 мяча. Затем играл в грузинской «Диле». Его дебют за команду состоялся 18 августа 2013 года в матче против «Чихуры». Забил два мяча в ворота датского «Ольборга» в матче (3:0) 2-го квалификационного раунда Лиги Европы 2013/14. С февраля 2014 года являлся игроком «Тосно», с этим клубом ему удалось подняться из Второго дивизиона в ФНЛ. В дальнейшем вновь играл в Грузии, а также армянской «Мике» и нижегородском «Локомотиве». В 2020 году перешёл из димитровградской «Лады», за которую не смог сыграть из-за пандемии коронавируса, в ульяновскую «Волгу». В сезоне 2021/22 играл за пермский «Амкар».
Перед сезоном 2022/23 перешёл в «Ленинградец», с которым вышел из Второй лиги в Первую.

## Достижения
- Чемпион Грузии (1): 2014/15
- Вице-чемпион Грузии (1): 2012/13
- Победитель зонального турнира Второй лиги / Первенства ПФЛ (2): 2013/14 (зона «Запад»), 2022/23 (группа 2)